# Eric Lowther
Eric Lowther (né le 31 août 1954 à Regina, Saskatchewan) est un homme politique canadien.

## Biographie
Il est un ancien député de la Chambre des communes du Canada et représentait la circonscription albertaine de Calgary-Centre sous la bannière du Parti réformiste du Canada et Alliance canadienne de 1997 à 2000. Lors des élections fédérale de 2000, il a perdu contre Joe Clark, le chef du Parti progressiste-conservateur.